# Nadja Schildknecht

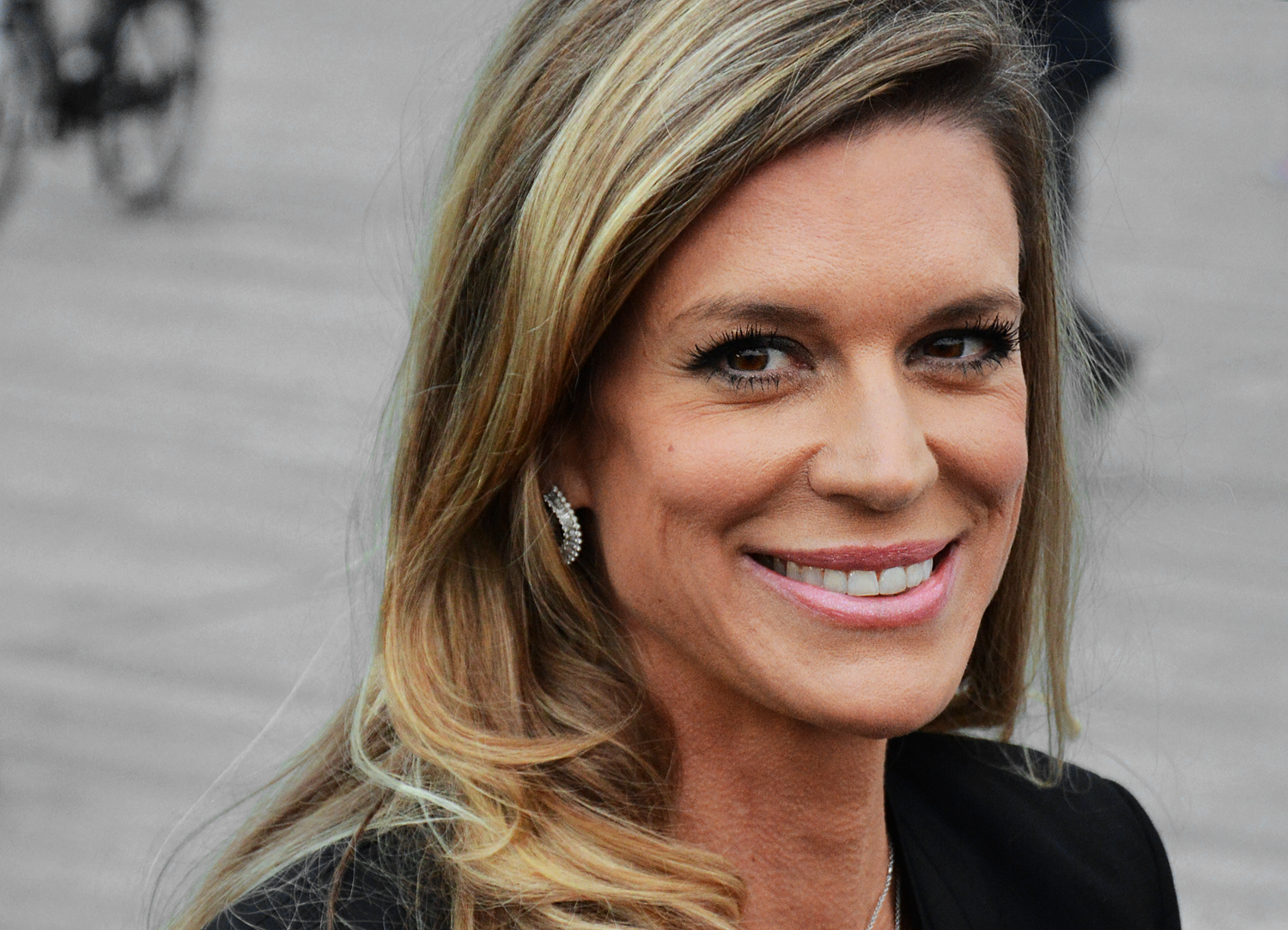
Nadja Schildknecht am 14. Zürich Filmfestival 2018

Nadia Irene Schildknecht (* 16. August 1973 in Zürich) ist eine Schweizer Unternehmerin.

## Leben
Nach einer kaufmännischen Ausbildung im Jahr 1991 war Nadja Schildknecht jahrelang ein international tätiges Model. Sie gewann 1993 den Modelwettbewerb Gesicht des Jahres. Darauf arbeitete sie unter anderem für die Agenturen Elite Models, Metropolitan Models, Wilhelmina Models und Boss Model Management.
Von 2002 bis 2005 war Schildknecht für MTV Schweiz als Moderatorin bei der Sendung Ahead tätig, die ab 2004 6-Pack hiess. Im Jahr 2005 gründete sie zusammen mit Karl Spoerri und Antoine Monot die Spoundation Motion Picture, die unter anderem das Zurich Film Festival organisiert. Sie wurde Geschäftsführerin des Unternehmens und mit Spoerry Co-Direktorin.
2007 moderierte sie die Schweizer Version der Sendung America’s Next Top Model auf 3+. Im April 2019 wurde bekannt, dass 2020 Schildknecht und Spoerri sich aus dem operativen Geschäft des Zurich Film Festivals zurückziehen und ab 2020 als Verwaltungsräte der ZFF AG, die seit 2016 mehrheitlich zur NZZ-Mediengruppe gehört, tätig sein werden und in beratender Funktion wirken.
Heute ist Schildknecht Unternehmerin. Sie ist mit dem Manager Urs Rohner liiert, das Paar hat einen Sohn.